# Helianthus glaucophyllus
Helianthus glaucophyllus là một loài thực vật có hoa trong họ Cúc. Loài này được D.M.Sm. mô tả khoa học đầu tiên năm 1958.